# Zandvoort
Zandvoort este o comună și o localitate în provincia Olanda de Nord, Țările de Jos. Este principala stațiune turistică olandeză la marea Nordului.